# Коннаровые
Коннаровые (лат. Connaraceae) — семейство двудольных растений, входящее в порядок Кисличноцветные, включающее в себя 19 родов и около 350 видов распространённых в основном в тропических областях Африки и Америки.

## Биологическое описание
Представители семейства — небольшие вечнозелёные деревья высотой 10—15 м или крупные лианы длиной до 20—40 м. Они растут в основном по краю влажно-тропического леса или вдоль песчаных берегов рек. В Восточной Африке и иногда в Южной Америке нередки также листопадные кустарники, растущие в саванне.
Листья коннаровых непарноперистосложные, но у некоторых представителей они тройчатые или даже однолисточковые.
Цветки мелкие, актиноморфные, обычно обоеполые, редко однополые, часто ярко окрашены.
Плоды сухие или сочные листовки, реже бобы, редко нераскрывающиеся.

## Роды
- Agelaea — Агелея
- Burttia — Бурттия
- Cnestidium
- Cnestis — Кнестис
- Connarus — Коннарус
- Ellipanthus — Эллипантус
- Hemandradenia — Гемандрадения
- Jaundea
- Jollydora — Жоллидора
- Manotes
- Paxia
- Pseudoconnarus
- Rourea — Рурея
- Roureopsis
- Santalodes
- Santaloides
- Spiropetalum
- Taeniochlaena
- Vismianthus